# Diorthus pellitulus
Diorthus pellitulus là một loài bọ cánh cứng trong họ Cerambycidae.